# Plourin-lès-Morlaix
Plourin-lès-Morlaix è un comune francese di 4 854 abitanti situato nel dipartimento del Finistère nella regione della Bretagna.

## Società

### Evoluzione demografica
Abitanti censiti